# Nowiny Jeleniogórskie
Nowiny Jeleniogórskie (oficjalny skrót NJ) — ilustrowany, regionalny tygodnik społeczny wydawany w Jeleniej Górze od kwietnia 1958 roku – przez Spółdzielnię Pracy Dziennikarzy i Wydawców "Nowiny Jeleniogórskie". Tygodnik ukazuje się, co wtorek w nakładzie 19 000 egzemplarzy w powiatach byłego województwa jeleniogórskiego oraz w:
- Legnicy
- Lubinie
- Chojnowie
- Wałbrzychu
- Świdnicy
- Świebodzicach
- Dzierżoniowie
- Kłodzku
- Ząbkowicach Śląskich
- Wrocławiu.

Tygodnik ukazuje aktualne wiadomości społeczno-polityczne, kulturalne i gospodarcze z życia regionu. Zawiera stałe rubryki: m.in. kultura, sport, turystyka, gdy serce drgnie, okiem kubka, po godzinach z nowinami, ogłoszenia, niezbędnik.